# Gogolia
Genre
Répartition géographique
Gogolia est un genre de requins.

## Liste des espèces
- Gogolia filewoodi Compagno, 1973